# グスタフ朝時代

スウェーデン王国
Konungariket Sverige (スウェーデン語)

国歌: Gustafs skål（スウェーデン語）
グスタフススコール（1772年 - 1792年）

Bevare Gud vår kung（スウェーデン語）
神よ我らが王を護り給え（1805年 - 1809年）
スウェーデン王国の地図

グスタフ朝時代（グスタフちょうじだい）とは、スウェーデンの歴史のうち1772年から1809年までのスウェーデン国王グスタフ3世とグスタフ4世の治世、およびカール13世の治世を指す。

## グスタフ3世

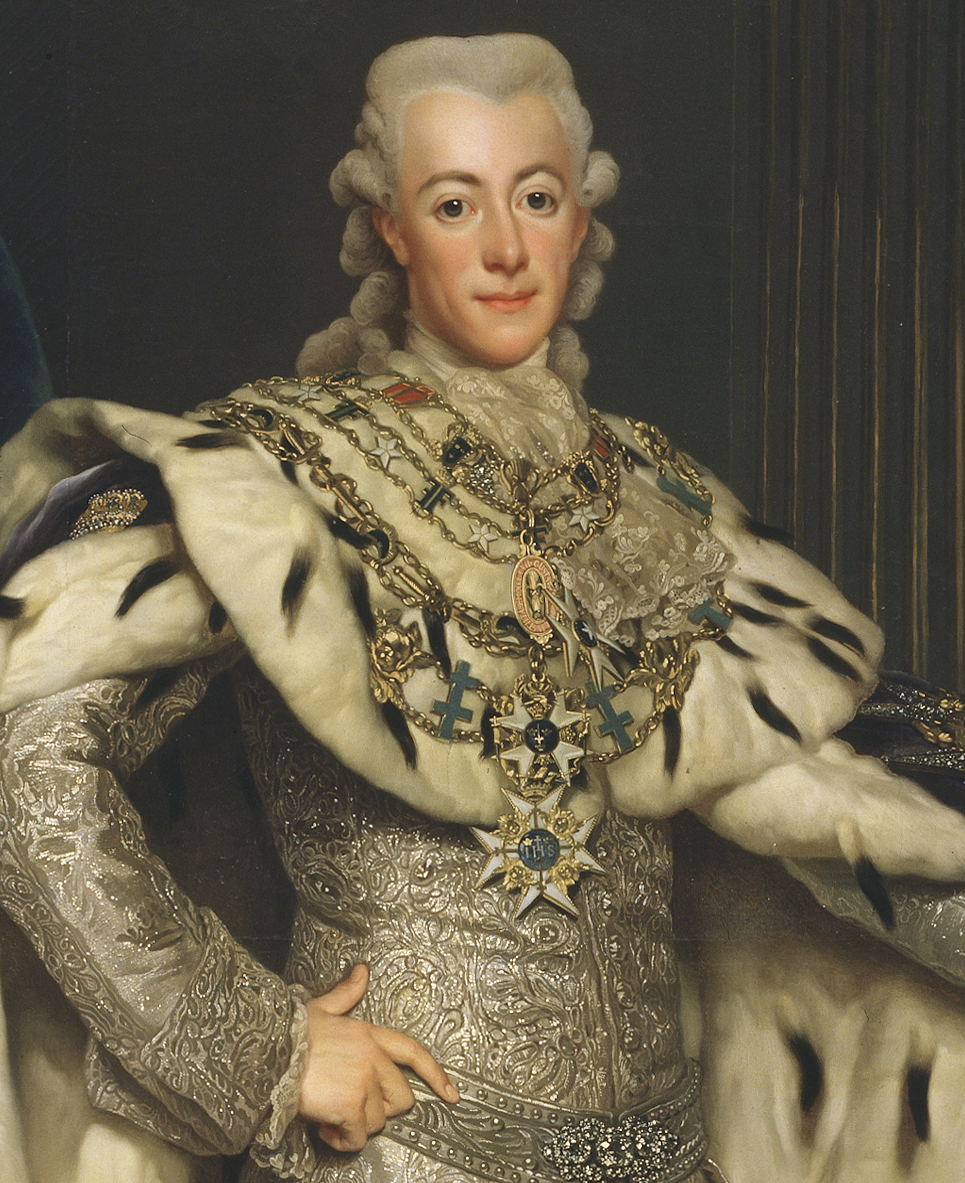
グスタフ3世

国王アドルフ・フレドリクは1771年2月12日に亡くなった。国王の崩御に伴い行われた選挙ではメッソナ党が勝利したが、農民部会では僅差で勝利したにすぎず、貴族部会ではほとんどの議員がハッタナ党を支持した。いずれにしても、議会は新国王グスタフ3世の到着（アドルフ・フレドリクの崩御時点ではパリに滞在中）まで何もできず、またグスタフ3世がどちら側につくか予想ができなかった。

### 戴冠式の宣誓文
新しい戴冠式の宣誓文には、3つの革命的な条項が含まれていた。
1. 1つ目は、国王の在位期間を拘束することで、将来の退位を不可能にすることであった。
2. The second obliged him to abide, not by the decision of all the estates together, as heretofore, but by that of the majority only, with the view of enabling the actually dominant lower estates (in which there was a large Cap majority) to rule without the nobility.
3. 3つ目は、すべての優遇措置において、これまでのように「主に」能力で決めるのではなく、能力「のみ」によって決めることを要求している。

1771年の1年中、各所有地はこの条項をめぐって争った。国王が調停に乗り出そうとしたところ、ブルジェス公爵家の疑惑が浮上し、1772年2月24日に貴族が降伏した。

### 海外情勢
海外では、スウェーデン革命は大きな反響を呼んだ。ロシアのエカチェリーナ2世はデンマークと秘密協定を結び、その中でスウェーデン革命は「暴力行為」であり、1720年のスウェーデン憲法を回復するために両国が最初に介入する好機となったことを正当化するものとされた。　
ハッタナ党とメッソナ党の党首たちは知らなかったが、グスタフはフランスとの同盟を更新し、ルイ15世からグスタフがスウェーデンに君主制を復活させる場合は援助するという確約を得たのであった。さらに、フランスは1772年1月から、スウェーデンへの未払い補助金である年間150万リーヴルを支払うことに同意した。さらに、ヴェルジェンヌ伯シャルル・グラヴィエをストックホルムに派遣し、かつてコンスタンティノープルの崇高なる門閥で行ったように、ロシアの意向を迂回させることになった。

## グスタフ4世

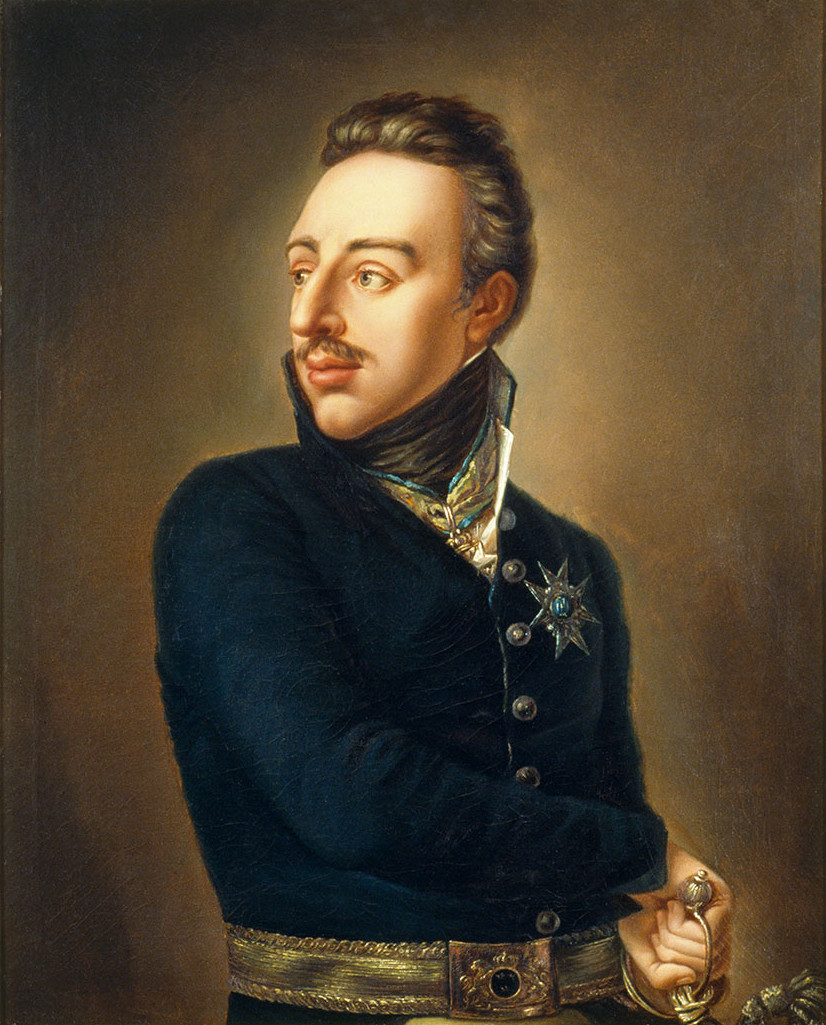
グスタフ4世

### ロイターホルム
新国王グスタフ4世は、まだ未成年であったが、ジャコバン派の中で育てられた。国王がまだ未成年の間は、グスタフ・アドルフ・ロイターホルムがスウェーデンを事実上統治した。1793年1月21日にフランスのルイ16世が処刑されると、スウェーデンはフランスの新たな共和国を承認し、同年5月には同盟締結のための秘密交渉が始まったが、ロシアのエカチェリーナの抗議と他のヨーロッパ列強の支持により、最終的に中断させられた。
フランスのジャコバン派との交渉は、グスタフの支持者たちが、公爵兼執政官であったカール（後のスウェーデン王カール13世）のジャコバン派の顧問に感じていた憎悪をさらに悪化させることになった。彼らはグスタフ・マウリッツ・アルムフェルトが率いる政府を転覆させる陰謀を企て、ロシア艦隊とダーラナ地方の蜂起によってそれを支援する予定であった。しかしこの陰謀は発覚し、強力に弾圧された。

### 和解
フランス革命戦争中にスカンディナビア諸王国との和解が行われた。こうして1794年3月27日、デンマークとスウェーデンの間に中立条約が結ばれ、両国の連合艦隊が北海を巡回してイギリス巡洋艦から自国の商船を保護した。1795年4月23日、フランス共和国はスウェーデン政府に正式に承認された。その見返りとしてスウェーデンは補助金を受け取り、1795年9月14日に両国の間で条約が締結された。また、スウェーデンとの国交を断絶していたロシアとの友好関係を取り戻そうとしたが、国王はロイターホルムが用意したロシア大公妃アレクサンドラを花嫁として受け入れることを拒否したため、挫折した。 これがロイターホルムにとっての最後の公務となった。1796年11月1日、18歳のグスタフ4世は自らの手で政治を行うようになった。

### グスタフ朝政府
グスタフ4世の政治は、ほとんど純粋な独裁政治であった。1800年3月にノーショーピングで開催された最初の議会で、貴族たちはグスタフ3世の「連合と安全保障に関する法律」を批准するよう強制された。
1800年12月、デンマーク、スウェーデン、ロシアがイギリスに対する第二次武装中立同盟に加盟すると、スウェーデンの外交政策に顕著な変化が生じた。スウェーデンは、これまで複雑な大陸情勢とは無縁であった。しかし1804年にアンギャン公が逮捕・処刑されたことで、グスタフ4世はナポレオンに対し憎悪を抱き、フランス皇帝に対抗する連合軍が結成されると、いち早くこれに参加し（1804年12月3日）、イギリスやロシアと協力してオランダやハノーファーから敵を追い出すために軍団を送り込むことを約束した。しかし、プロイセン王フリードリヒ・ヴィルヘルム3世との争いでポメラニアに留まり、1805年12月にようやく6000人の兵を率いてエルベ地区に向かった時には、ウルムの戦いとアウステルリッツの戦いでのフランスの勝利により、第三次対仏大同盟はすでに消滅していたのであった。
1806年、スウェーデンとプロイセンの間に亀裂が生じたが、ナポレオンがプロイセンを攻撃したことによって、この亀裂は避けられた。イエナの戦いの後、ナポレオンはスウェーデンを獲得しようとしたが、グスタフはすべての申し出を拒否した。その結果、スウェーデンはポメラニア地方を完全に失い、またスウェーデン軍はヨハン・クリストファー・トールの創意工夫によってなんとか壊滅を免れた。ロシア皇帝アレクサンドル1世は、ティルジットにおいて、ナポレオンが「ロシアの地理的敵」と呼んだスウェーデンを、新たに設立された「大陸ロシア体制」に加盟させることを約束したのであった。グスタフ4世は、バルト海をイギリスに対して閉鎖するというアレクサンドル1世の提案をすべて拒否したが、フィンランドをロシアから守るための措置はとらなかった。1808年2月21日、ロシア軍がフィンランド国境を越えた。そして4月2日、国王は3万の兵士の一般徴集を命じた。

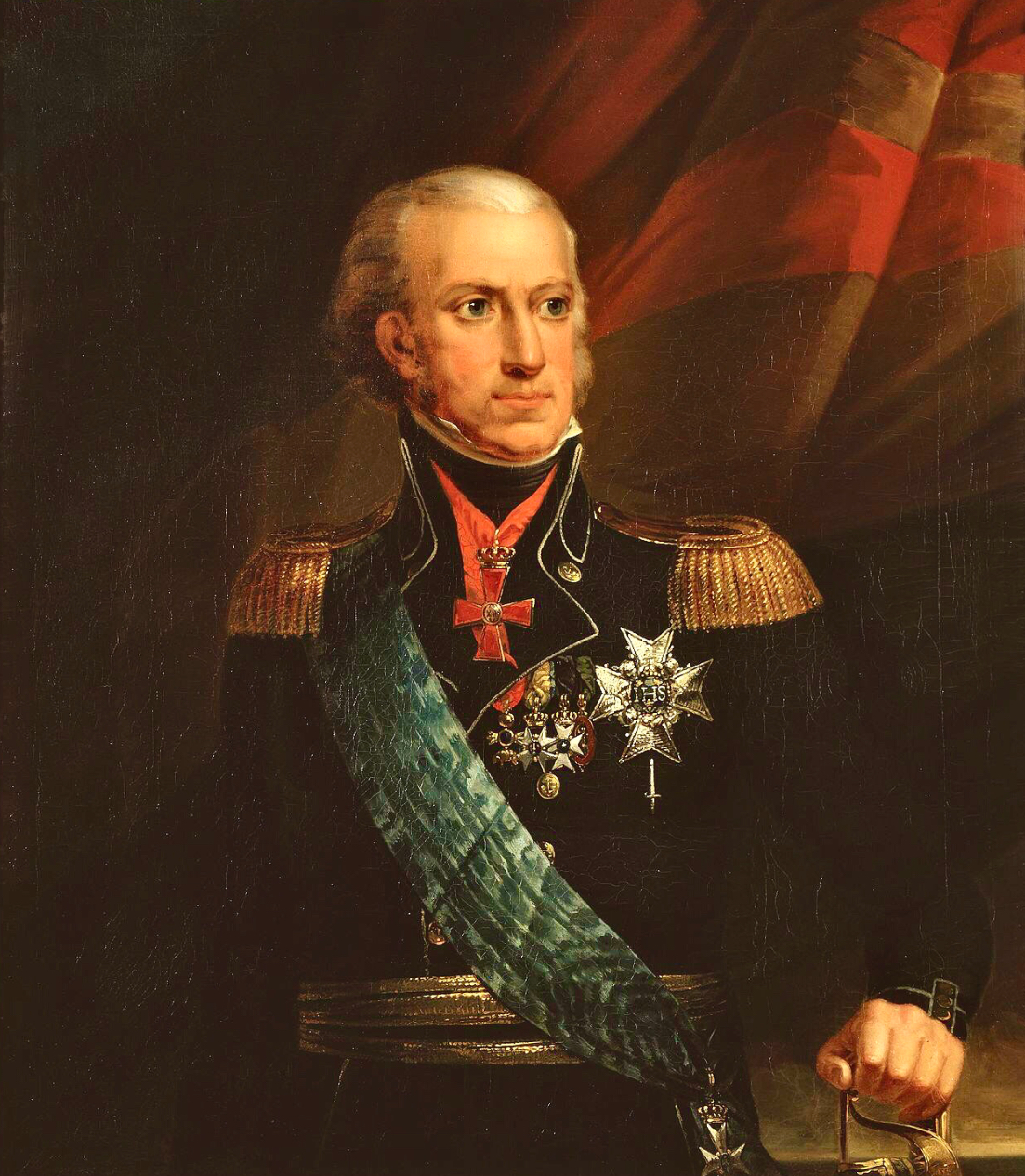
カール13世

## カール13世
ロシアの侵攻の結果、1809年3月13日にグスタフ4世アドルフは1809年のクーデターによって退位し、一族全員が王位から排除されることになった。1809年6月5日、摂政は自由主義新憲法を受け入れ、カール13世の名で国王に即位し、同日、立法院で批准された。フレデリクスハムンで和平交渉が開始されたが、戦争は継続された。1809年8月19日のセーヴァルの戦いと8月20日のラタンの戦いで敗北し、スウェーデン陸軍の精神は崩壊した。1809年9月17日のフレデリクスハムンの和約で、全フィンランド、オーランド諸島、「ストックホルムの前線基地」、ヴェステルボッテン地方とラップランドのトルニオ川とムオニオ川に至るまでを放棄し、講和した。